# Système d’information sur la nature et les paysages
Le Système d'information sur la nature et les paysages (ou SINP) est une structure nationale française, lancée en février 2007 et animée au niveau régional par les directions régionales de l'environnement, de l'aménagement et du logement (DREAL), sous l'égide du Ministère de l'Écologie, du Développement durable et de l'Énergie. Il recense et rassemble les dispositifs d’observations concernant la nature et les paysages français (incluant l'inventaire du patrimoine géologique). 
En mai 2011, son portail internet a été rénové et basculé sur un nouveau site dit NatureFrance qui rassemble le SINP et le nouvel Observatoire national de la biodiversité (ONB) issu des propositions du Grenelle de l'environnement de 2007.
En 2022, le SINP change de nom et devient le Système d'information de l'inventaire du patrimoine naturel. Il devient un système d'information métier du Système d'information sur la biodiversité. Ce changement modifie à la marge le périmètre des données du système, en excluant les données sur le paysage, qui doivent faire l'objet d'un système d'information à part entière.

## Objectifs
Le SINP vise à mieux diffuser et organiser la connaissance scientifique, pour une meilleure gestion de la biodiversité en France, en organisant les méthodes et outils de saisie. Il fédère les données d'inventaire et de suivi sur les espèces et le habitats en France métropolitaine et dans les Départements d'outre-mer. 
Le SINP doit structurer et mobiliser la connaissance, de manière partenariale, via les DREAL, pour l'évaluation et l'élaboration des politiques publiques, plans, programmes et projets, pour mettre à disposition des citoyens l'information suffisante et nécessaire au débat éclairé, comme le demande la Convention d'Aarhus sur l'accès des citoyens à l'information environnementale, et pour répondre aux engagements internationaux de rapportage de la France. 
L'organisation scientifique du SINP repose sur un partenariat avec le Muséum national d'histoire naturelle (MNHN), le laboratoire dynamiques sociales et recomposition des espaces (LADYSS) et les Conseils scientifiques régionaux du patrimoine naturel (CSRPN). L'Observatoire national de la biodiversité, les observatoires régionaux de la biodiversité et les réseaux d'acteurs de l'information naturaliste contribuent à alimenter le SINP, de même que certaines démarches comme l'inventaire des ZNIEFF et les sciences participatives comme le programme Vigie-Nature.

## Cadre et mutualisation
Le SINP mutualise et favorise l'ouverture des données, en s'appuyant sur des standards, des référentiels et des règles communes. Son organisation est déconcentrée au niveau de plate-formes SINP régionales. 
Les adhérents du SINP bénéficient des applications du logiciel CARMEN développé pour les DREAL. Le SINP alimente l'Inventaire national du patrimoine naturel, plate-forme nationale gérée conjointement par l'Office français de la biodiversité et le Muséum national d'histoire naturelle. 
Ce travail se fait en lien avec le système mondial d'information sur la biodiversité; ces deux organisations partagent librement leurs données et métadonnées qui sont disponibles sur les sites web des deux structures (GBIF et SINP).
L'observatoire national de la biodiversité a mis en place un indicateur permettant de suivre le nombre de données partagées dans le SINP.